# Stretch (album)
Pour les articles homonymes, voir Stretch.
Albums de Scott Walker
Any Day Now
(1973) We Had It All
(1974)
Stretch est le septième album studio original de Scott Walker sorti en 1973.

## Titres
| No  | Titre                               | Durée |
| --- | ----------------------------------- | ----- |
| 1.  | Sunshine                            |       |
| 2.  | Just One Smile - Randy Newman       |       |
| 3.  | A Woman Left Lonely                 |       |
| 4.  | No Easy Way Down                    |       |
| 5.  | That's How I Got To Memphis         |       |
| 6.  | Use Me                              |       |
| 7.  | Frisco Depot                        |       |
| 8.  | Someone Who Cared                   |       |
| 9.  | Where Does Brown Begin - Jimmy Webb |       |
| 10. | Where Love Has Died                 |       |
| 11. | I'll Be Home - Randy Newman         |       |